# سيرجي غلوشكو
سيرجي غلوشكو (بالروسية: Сергей Витальевич Глушко)‏ هو مغني ومدرب رياضي ورائد أعمال وراقص تعري ولاعب كمال أجسام وممثل روسي (وحمل سابقاً جنسية الاتحاد السوفيتي)، ولد في 8 مارس 1970 في روسيا.

## وصلات خارجية
- سيرجي غلوشكو على موقع IMDb (الإنجليزية)
- سيرجي غلوشكو على موقع ميوزك برينز (الإنجليزية)
- سيرجي غلوشكو على موقع قاعدة بيانات الفيلم (الإنجليزية)
- سيرجي غلوشكو على موقع كينوبويسك (الروسية)